# Herman Balthazar
Pour les articles homonymes, voir Balthazar.
Herman Balthazar, né le 4 mars 1938 à Gand est un historien flamand, professeur à l'Université de Gand, membre du Sp.a. Il est le père du critique cinématographique Nic Balthazar.
Il fut gouverneur de la province de Flandre-Orientale de 1985 à 2004.

## Décoration
- Grand officier de l'ordre de la Couronne (1997)[1].